# دانيال هورتون (كرة سلة)
دانيال هورتون (بالإنجليزية: Daniel Horton)‏ مواليد 21 أبريل 1984 في باتون روج، هو لاعب كرة سلة أمريكي. بدأ مسيرته الاحترافية في سنة 2006. يبلغ طوله 6 قدم 3 بوصة (1.9 م). لعب في دوريات عديدة مثل الدوري الفنلندي لكرة السلة، الدوري الفرنسي لكرة السلة الدرجة الأولى والدوري التركي لكرة السلة.

## روابط خارجية
- دانيال هورتون على موقع كرة السلة الأوروبية.كوم (الإنجليزية)
- دانيال هورتون على موقع كلية كرة السلة في سبورتس رفرنس.كوم (الإنجليزية)
- دانيال هورتون على موقع ريلجم (الإنجليزية)
- دانيال هورتون على موقع بروبوليرز (الإنجليزية)
- دانيال هورتون على موقع سبورتس رفرنس (الإنجليزية)
- دانيال هورتون على موقع سبورتس رفرنس (الإنجليزية)